# Калпи
Калпи (хинди कालपी, англ. Kalpi) — город в южной части штата Уттар-Прадеш, Индия, расположенный на правом берегу реки Джамна.

## История города
Традиционно считается, что Калпи был основан в IV веке нашей эры кушанским царём Васудевой и первоначально назывался Нагари-Калприя. В мусульманский период своей средневековой истории носил название Мухаммадабад.
В 1196 году Калпи вошёл в состав государства Кутбуд-дина Айбака, основавшего Делийский султанат. После разгрома Делийского султаната Тамерланом в конце XIV века город стал центром независимого Калпийского султаната (1399—1443). В начале 1430-х годов калпийский султан стал данником Малавского султаната. Султан Джаунпура Махмуд-шах Шарки (1440—1457) присоединил Калпи к своим владениям. В 1477 году в решающей битве при Калпи султан Джаунпура Хусайн-шах Шарки (1458—1479) потерпел сокрушительное поражение от войск делийского султана Бахлул-хана Лоди и бежал в Каннаудж, после чего Калпи вернулся в состав Делийского султаната.
В 1527—1540 годах Калпи входил в состав владений падишаха Хумаюна, затем перешёл к Суридам, затем вновь в к моголам. При падишахе Акбаре I Калпи стал центром одноименного техсила. В 1798 году город был захвачен британцами.

## Уроженцы Калпи
- Ведавьяса — автор древнеиндийского эпоса Махабхарата